# Velp vasútállomás
Velp vasútállomás vasútállomás Hollandiában, Rheden városában.

## Vasútvonalak
Az állomást az alábbi vasútvonalak érintik:
- Arnhem–Leeuwarden-vasútvonal

## Kapcsolódó állomások
A vasútállomáshoz az alábbi állomások vannak a legközelebb:
- Rheden vasútállomás
- Arnhem Presikhaaf vasútállomás